# Idea fumata
Idea fumata är en fjärilsart som beskrevs av Hans Fruhstorfer 1897. Idea fumata ingår i släktet Idea och familjen praktfjärilar. Inga underarter finns listade i Catalogue of Life.